# Vigilante (videogioco)
Vigilante è un videogioco arcade picchiaduro a scorrimento di ambientazione metropolitana pubblicato nel 1988 dalla Irem e su licenza, negli Stati Uniti, dalla Data East. Nel 1989 la U.S. Gold pubblicò conversioni per gli home computer Amiga, Amstrad CPC, Atari ST, Commodore 64 e ZX Spectrum, la SEGA per la console SEGA Master System e la stessa Irem per la console PC Engine. Esiste anche Vigilante per MSX, pubblicato nel 1990 dall'azienda coreana Clover, ma si tratta di una conversione non ufficiale.
Viene a volte considerato un seguito di Kung-Fu Master, ma non fu presentato come tale. I due giochi sono molto simili nel funzionamento e nella tematica: anche in Vigilante l'eroe deve salvare la sua amata da una banda criminale servendosi solo delle arti marziali, ma l'ambientazione sono gli esterni di New York anziché una pagoda.

## Trama
La trama viene rivelata durante il gioco un po' alla volta tra un livello e l'altro: testi e immagini spiegano che il protagonista, un vigilante di New York, cerca di salvare la sua ragazza, di nome Madonna (Maria nella versione Master System), rapita da una gang di teppisti, in gran parte skinhead, e portata da un luogo all'altro per tutta la metropoli con il loro furgone. In molte versioni alla fine dei primi tre livelli si può vedere il mezzo fermo alle spalle dei boss, pronto per la fuga.

## Modalità di gioco
Lo scenario è bidimensionale, a scorrimento orizzontale verso destra. I personaggi possono muoversi soltanto a destra e sinistra sul terreno piatto. Il vigilante controllato dal giocatore può sferrare pugni e calci, saltare e accovacciarsi, e combinare queste ultime due azioni con i pugni e i calci, per un totale di sei tipi di attacchi. Occasionalmente si può trovare per terra un nunchaku; se il giocatore lo raccoglie potrà utilizzarlo per attaccare al posto dei pugni ma al primo colpo ricevuto l'eroe perderà l'arma.
Il vigilante dispone di più vite (tre nella maggior parte delle versioni), e per ciascuna ha una barra dell'energia vitale, che viene ricaricata solo ad ogni livello completato; è previsto un bonus punti, variabile in base al tempo conservato. Si perde una vita se viene consumata tutta l'energia vitale, oppure se scade il tempo a disposizione per il completamento dei livelli. Vite extra vengono assegnate al raggiungimento di determinati punteggi.
I nemici sono teppisti di diversi tipi, che arrivano da entrambi i lati dello schermo e combattono a mani nude o con una varietà di armi come coltelli, catene, pistole; nel terzo livello ci sono anche teppisti in motocicletta, lanciati a tutta velocità contro l'eroe. Alcuni nemici possono afferrare il vigilante e strangolarlo se non si sbriga a scrollarseli di dosso. 
Ci sono cinque livelli: gli scenari sono una strada con case e locali pubblici, uno sfasciacarrozze, il ponte di Brooklyn, un vicolo e l'impalcatura di un cantiere edile. Alla fine di ognuno di essi c'è un boss da affrontare: nell'ordine, un energumeno barbuto, una coppia di gemelli acrobati (nella versione SMS è presente solo uno di essi), un punk armato di mazzafrusto, un dinamitardo calvo e infine il gigantesco leader dei teppisti. I boss sono gli unici nemici che hanno una barra dell'energia visibile come quella del vigilante: particolarità del gioco è il fatto che essi possono recuperare energia se schivano gli attacchi dell'eroe, che dunque deve cercare di colpirli ripetutamente in fretta.

## Differenze nelle versioni arcade
La versione giapponese arcade presenta due differenze rispetto a quella internazionale:
- Nella versione giapponese è possibile giocare in due (alternandosi), mentre in quella internazionale si può giocare solo in uno.
- Quando si completa un livello nella versione giapponese il gioco calcolerà sia l'energia vitale conservata dal giocatore sia il tempo rimasto trasformandoli in punti bonus, per cui nel livello successivo la barra di energia verrà interamente ripristinata. Mentre in quella internazionale ad ogni livello completato il gioco calcolerà solo il tempo rimasto dando così meno punti bonus rispetto a quella giapponese: di conseguenza nel livello successivo la barra energetica non verrà ripristinata.

## Colonna sonora
Tutti i temi musicali si devono a Masato Ishizaki.